# آپولودور آرتمیتایی
آپولودور آرتمیایی (به یونانی: Ἀπολλόδωρος Ἀρτεμιτηνός) (زادهٔ پیرامون ۱۳۰ پیش از میلاد- مرگ ۸۷ پیش از میلاد) او یک مورخ و جغرافی دان یونانی اهل آرتمیتا، در امپراتوری اشکانی بود که در قرن نخست پیش از میلاد میزیست. از زندگی و فعالیت های او اطلاعاتی در دسترس نیست و تنها میدانیم که او کتابی را دربارهٔ تاریخ اشکانیان به نام پارتیکا (به یونانی: τὰ Παρθικὰ) در دست کم چهار جلد نگاشته‌ بود که امروزه مفقود شده و تنها بخش هایی از آن توسط مورخان بعدی، چون استرابو و تروگ پومپه و آثنئیوس، نقل شده است.

## مدت زندگی
مورخان درباره تاریخ زندگی آپولودور با یکدیگر اختلاف نظر دارند. و.و.تارن او را متولد حدود ۱۳۰ پ.م و درگذشته حدود ۸۷ پ.م میداند. پژوهشگران دیگر به ترتیب ثلث اول سده یکم پیش از میلاد و بین سال های ۶۶ و ۴۴ پ.م را پیشنهاد کرده اند. دوران زندگی او معاصر با سلطنت مهرداد دوم بود.

## پارتیکا
تنها اثری که به آپولودور منتسب شده است کتاب گمشده چهار جلدی پارتیکا است. آپولودور در کتاب خود احتمالا به بررسی تاریخ سیاسی اشکانیان و سرزمین های تحت فرمان آنها پرداخته است. استرابو در کتاب جغرافیای خود بارها از او نقل قول میکند و اطلاعاتی که ارائه میدهد را موثق میداند. اما به احتمال زیاد میزان بهره مندی استرابو از اطلاعات کتاب آپلولودور بسیار بیشتر از آن نکاتی است که از او نام میبرد.